# Marcjanka (Łódź)
Pour les articles homonymes, voir Marcjanka.
Marcjanka est une localité polonaise de la gmina et du powiat de Zgierz en voïvodie de Łódź.